# Дефіцит демократії
Дефіцит демократії виникає, коли нібито демократичні організації чи установи (зокрема уряди) не відповідають принципам демократії у своїй практиці чи діяльності. Широко обговорювалися представницька та пов'язана з нею доброчесність парламенту. Якісним вираженням дефіциту демократії є відмінність показників демократії країни від максимально можливих значень.
Фраза «дефіцит демократії» вперше була використана молодими європейськими федералістами в їх Маніфесті 1977 року, який був розроблений Річардом Корбеттом. Його також використовував Девід Маркванд у 1979 році, маючи на увазі Європейську економічну спільноту, попередницю Європейської Унії.

## Виборчі права
Термін «дефіцит демократії» зазвичай використовується для позначення ситуацій, коли території, що знаходяться під юрисдикцією суверенної держави, не мають рівної участі у виборах представників, які приймають для них закони. Приклади:
- Австралія: Три зовнішні території Австралії (острів Різдва, Кокосові (Кілінг) острови та острів Норфолк) мають закони штатів Західна Австралія та Новий Південний Вельс, але не можуть голосувати на виборах у цих штатах.[4][5][6]
- Королівство Нідерландів: Три країни, що входять до складу Королівства Нідерландів (Аруба, Кюрасао та Сінт-Мартен), не мають представництва в Генеральних штатах Нідерландів.[7]
- Сполучене Королівство: Одинадцять населених британських заморських територій і три коронні залежні території (Гернсі, Джерсі та острів Мен) не мають представництва в парламенті Сполученого Королівства.[8]
- Сполучені Штати Америки: Округ Колумбія та п'ять населених територій США (Пуерто-Рико, Гуам, Північні Маріанські острови, Американське Самоа та Американські Віргінські Острови) мають лише представництво без права голосу в Палаті представників Сполучених Штатів і жодного представника в Сенаті Сполучених Штатів.[9][10][11]

Токелау, залежна територія Нової Зеландії, яка не має представництва в парламенті Нової Зеландії, також можна сказати, що знаходиться в подібному становищі. Однак на практиці жодне законодавство Нової Зеландії не поширюється на Токелау без згоди території.

## Багатонаціональні організації
Деякі вчені стверджують, що ратифікація договорів Європейської Унії на повторних референдумах, таких як ті, що проводилися в Ірландії щодо Ніццького договору та Лісабонського договору, також пов'язана з дефіцитом демократії. Національні парламенти передали владу централізованому Європейському парламенту. Оскільки громадяни Європейської Унії обирають тих, хто входить до складу Ради, які потім обирають тих, хто стає комісарами, існує реальне побоювання, що це надто далеко для багатьох громадян. Часто вибори до ЄУ розглядаються як вибори другого порядку; протестні голоси частіше зустрічаються під час національних і місцевих виборів, прикладом цього може бути успіх антиміграційних партій, таких як Європа свободи та Пряма демократія. Інша проблема в ЄУ полягає в тому, що виборці голосують більше на основі національних питань на виборах до Європейського парламенту і що виборці більше використовують виборці, щоб покарати свій уряд у середині свого терміну. Також недостатньо європейської громадської думки чи європейської громадської сфери, яка б голосувала проти європейських політиків або винагороджувала їх. Ще однією проблемою є великий вплив лобістських груп на європейські інституції. Європейський парламент було створено, щоб надати більшої демократичної легітимності ЄУ, але він ділиться законодавчою владою з Радою Європейської Унії, яка має один голос від кожної країни.

## Інші приклади

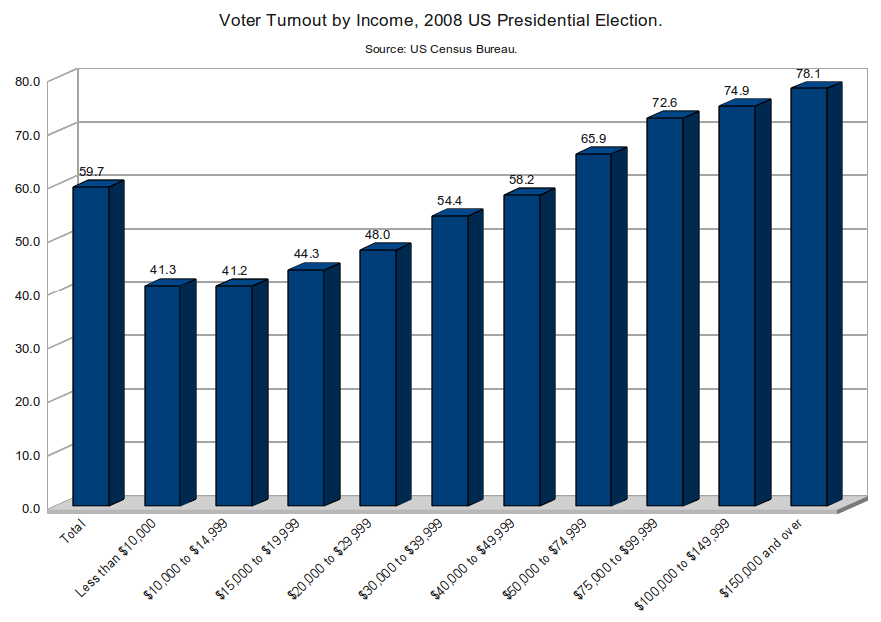
Явка виборців на виборах президента США 2008 року за доходами.

Дослідження Колумбійського університету показало, що політика в штатах США погоджується з більшістю лише в половині випадків. Було виявлено, що найбільший вплив на законодавчу професіоналізацію, обмеження строків і актуальність проблеми. Партійність і групи інтересів впливають на ідеологічний баланс невідповідності більше, ніж її загальний ступінь. Виявилося, що політика надмірно реагує на ідеологію та партію, що призводить до поляризації політики щодо електорату штату. Великі відмінності в явці виборців під час виборів у США для різних груп населення також розглядаються як проблема для функціонування демократії. Сенфорд Левінсон стверджує, що фінансування передвиборчої кампанії та підтасування розглядаються як серйозні проблеми для демократії, але ще одна основна причина дефіциту американської демократії полягає в самій Конституції США. Наприклад, для таких густонаселених штатів, як Каліфорнія, немає представництва в Сенаті США, оскільки всі штати Сполучених Штатів незалежно від кількості населення отримують 2 місця в Сенаті.